# Suore veroniche del Volto Santo
Le Suore Veroniche del Volto Santo sono un istituto religioso femminile di diritto pontificio: i membri di questa congregazione, dette semplicemente Veroniche, pospongono al loro nome la sigla S.V.V.S.

## Storia

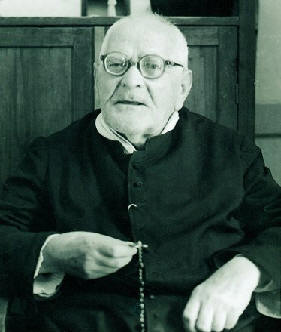
Gaetano Catanoso, fondatore della congregazione

La congregazione venne fondata a Reggio Calabria nel 1934 dal sacerdote Gaetano Catanoso (1879-1963). Il fondatore affidò la formazione delle prime candidate alle monache Visitandine della città: il sacerdote dovette inizialmente affrontare molte difficoltà a causa del rifiuto del vescovo Lanza di riconoscere l'istituto e dei suoi tentativi di scioglierlo in altre congregazioni.
L'istituto delle Veroniche venne canonicamente eretto dall'arcivescovo di Reggio Giovanni Ferro il 25 marzo 1958; la congregazione venne approvata dalla Santa Sede l'8 dicembre 1980 e le sue costituzioni il 25 dicembre 1981.
Il fondatore è stato canonizzato il 23 ottobre 2005.

## Attività e diffusione
Fine della congregazione è l'apostolato fra la gente di campagna attraverso il servizio negli asili, nelle chiese, negli oratori e l'assistenza agli orfani e agli ammalati: il tutto, in spirito di riparazione alle bestemmie e alla profanazione dei giorni festivi.
La sede generalizia è a Reggio Calabria.
Alla fine del 2008 l'istituto contava 95 religiose in 17 case.